# 대한민국 민사소송법 제18조
대한민국 민사소송법 제18조는 불법행위지의 특별재판적에 대한 민사소송법조문이다.

## 조문
제18조 (불법행위지의 특별재판적) (1) 불법행위에 관한 소를 제기하는 경우에는 행위지의 법원에 제기할 수 있다.

(2) 선박 또는 항공기의 충돌이나 그 밖의 사고로 말미암은 손해배상에 관한 소를 제기하는 경우에는 사고선박 또는 항공기가 맨 처음 도착한 곳의 법원에 제기할 수 있다.

## 참조조문
제31조(전속관할에 따른 제외) 전속관할(專屬管轄)이 정하여진 소에는 제2조, 제7조 내지 제25조, 제29조 및 제30조의 규정을 적용하지 아니한다.

## 판례
- 불법행위에 관한 소는 그 행위지의 법원에 제소할 수 있으므로 피고의 주소여하를 불문한다[1]